# 下山路村
下山路村（しもさんじむら）は、和歌山県日高郡にあった村。現在の田辺市龍神村の北東部、日高川の中流域にあたる。

## 地理
- 河川：日高川

## 歴史

### 村名の由来
豪族の山地玉置氏、それにちなんだ江戸時代の山地組のうち日高川の最下流域にあることによる。

### 沿革
- 1889年（明治22年）4月1日 - 町村制の施行により、福井村・甲斐野川村・小家村の区域をもって発足。
- 1955年（昭和29年）3月1日 - 龍神村・上山路村・中山路村と合併し、改めて龍神村が発足。同日下山路村廃止。